# Sunrise (studio)
Sunrise Inc. (jap. 株式会社サンライズ Kabushiki-gaisha Sanraizu) – studio anime, oddział Bandai Visual, należący do Namco Bandai Holdings. Zostało założone we wrześniu 1972 roku.

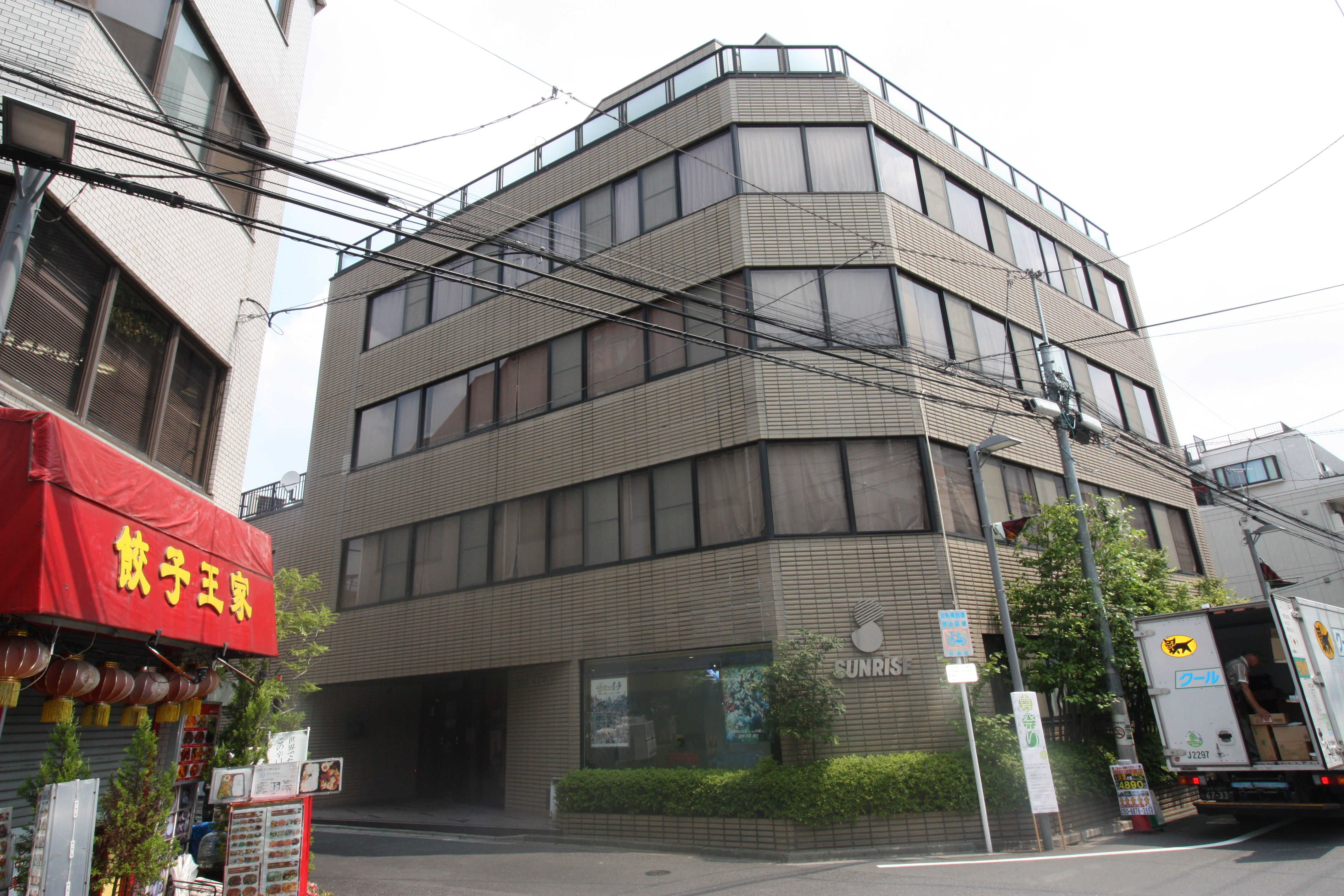
Budynek studia w Suginami

Początkowo (wrzesień 1972 r.) nazwane Sunrise Studio YK, następnie w listopadzie 1976 r. przemianowane na Nihon Sunrise, a w czerwcu 1987 r. ostatecznie na Sunrise. Znane przede wszystkim z serii TV Generał Daimos, Gundam, Gintama czy Cowboy Bebop.
Jako oryginalny twórca pojawia się często postać Hajime Yadate, który jest pseudonimem zbiorowym wszystkich członków Sunrise.

## Produkcje

### TV anime

#### Serie TV
- Mobile Suit Gundam series (jap. 機動戦士ガンダムシリーズ Kidō Senshi Gandamu shirizu) 1979 –
  - Mobile Suit Gundam (jap. 機動戦士ガンダム Kidō Senshi Gandamu) 1979
  - Mobile Suit Z Gundam (jap. 機動戦士Zガンダム Kidō Senshi Zēta Gandamu) 1985
  - Mobile Suit Gundam ZZ (jap. 機動戦士ガンダムZZ Kidō Senshi Gandamu Daburu Zēta) 1986
  - Mobile Suit Victory Gundam (jap. 機動戦士Vガンダム Kidō Senshi Vikutorī Gandamu) 1993
  - Mobile Fighter G Gundam (jap. 機動武闘伝Gガンダム Kidō Butōden Jī Gandamu) 1994
  - New Mobile Report Gundam Wing (jap. 新機動戦記ガンダムW Shin Kidō Senki Gandamu Uingu) 1995
  - After War Gundam X (jap. 機動新世紀ガンダムX Kidō Shinseiki Gandamu Ekkusu) 1996
  - Turn A Gundam (jap. ∀ガンダム Tān Ei Gandamu) 1999
  - Mobile Suit Gundam Seed (jap. 機動戦士ガンダムSeed Kidō Senshi Gandamu Shīdo) 2002
  - SD Gundam Force (jap. SDガンダムフォース SD Gandamu Fōsu) 2004
  - Mobile Suit Gundam Seed DESTINY (jap. 機動戦士ガンダムSeed Destiny Kidō Senshi Gandamu Shīdo Dēsutinī) 2004
  - Mobile Suit Gundam 00 (jap. 機動戦士ガンダム00 Kidō Senshi Gandamu Daburuō) 2007–2008
  - Mobile Suit Gundam AGE (jap. 機動戦士ガンダムAGE Kidō Senshi Gandamu Eiji) 2011

- Mashin Eiyūden Wataru series (jap. 魔神英雄伝ワタルシリーズ Mashin Eiyūden Wataru Serizu) 1988–1997
  - Mashin Eiyūden Wataru (jap. 魔神英雄伝ワタル) 1988
  - Mashin Eiyūden Wataru 2 (jap. 魔神英雄伝ワタル2) 1990
  - Chō Mashin Eiyūden Wataru (jap. 超魔神英雄伝ワタル) 1997

- Eldran series (jap. エルドランシリーズ Erudoran shirīzu) 1991–1993
  - Zettai Muteki Raijin-Oh (jap. 絶対無敵ライジンオー Zettai Muteki Raijinō) 1991
  - Genki Bakuhatsu Ganbaruger (jap. 元気爆発ガンバルガー Genki Bakuhatsu Ganbarugā) 1992
  - Nekketsu Saikyo Gozaurer (jap. 熱血最強ゴウザウラー Nekketsu Saikyō Gōzaurā) 1993

- Yūsha series (jap. 勇者シリーズ Yūsha serizu) 1990–1997
  - Yūsha Exkaiser (jap. 勇者エクスカイザー Yūsha Ekusukaizā) 1990
  - Taiyō no Yūsha Fighbird (jap. 太陽の勇者ファイバード Taiyō no Yūsha Fāibādo) 1991
  - Densetsu no Yūsha Da-Garn (jap. 伝説の勇者ダ・ガーン Densetsu no Yuusha Da Gān) 1992
  - Yūsha Tokkyū Might Gaine (jap. 勇者特急マイトガイン Yūsha Tokkyū Maitogain) 1993
  - Yūsha Keisatsu J-Decker (jap. 勇者警察ジェイデッカー Yūsha Keisatsu Jeidekkā) 1994
  - Ōgon Yūsha Goldran (jap. 黄金勇者ゴルドラン Ōgon Yūsha Gorudoran) 1995
  - Brave Command Dagwon (jap. 勇者指令ダグオン Yūsha Shirei Daguon) 1996
  - The King of Braves GaoGaiGar (jap. 勇者王ガオガイガー Yūsha Ō Gaogaigā) 1996

#### lata 70.
- Hazedon (jap. ハゼドン Hazedon) – 1972
- Zero Tester (jap. ゼロテスター Zerotesutā) – 1973
- Brave Raideen (jap. 勇者ライディーン Yūsha Raidīn) – 1975 (Współprodukcja z: Tohokushinsha)
- La Seine no Hoshi (jap. ラ・セーヌの星 Ra Sēnu no Hoshi) – 1975 (Współprodukcja z: Unimax)
- Wanpaku Ōmukashi Kum Kum (jap. わんぱく大昔クムクム Wanpaku Ōmukashi Kumukumu) – 1975
- Kyōryū Tankentai Born Free (jap. 恐竜探検隊ボーンフリー Kyōryū Tankentai Bōfurī) – 1976 (Współprodukcja z: Tsuburaya)
- Chōdenji Robo Combattler V (jap. 超電磁ロボ コン・バトラーV Chōdenji Robo Kon Batorā V) – 1976 (Współprodukcja z: Toei)
- Robokko Biton (jap. ろぼっ子ビートン Robokko Bīton) – 1976 (Współprodukcja z: Tohokushinsha)
- Chōdenji Machine Voltes V (jap. 超電磁マシーン ボルテスＶ Chōdenji Mashīnborutesu V) – 1977 (Współprodukcja z: Toei)
- Invincible Super Man Zambot 3 (jap. 無敵超人ザンボット3 Muteki Chōjin Zanbotto 3) – 1977
- Invincible Steel Man Daitarn 3 (jap. 無敵鋼人ダイターン3 Muteki Kōjin Daitān 3) – 1978
- Tōshō Daimos (jap. 闘将ダイモス Tōshō Daimosu) – 1978 (Współprodukcja z: Toei)
- Majokko Tickle (jap. 魔女っ子チックル Majokko Chikkuru) – 1978 (Współprodukcja z: Toei)
- Kagaku Bōkentai Tansar 5 (jap. 科学冒険隊タンサー5 Kagaku Bōkentai Tansā 5) – 1979
- The Ultraman (jap. ザ☆ウルトラマン Za Urutoraman) – 1979 (Współprodukcja z: Tsuburaya)
- Cyborg 009 (jap. サイボーグ009 Saibōgu 009) – 1979 (Współprodukcja z: Toei)
- Mirai Robo Daltanias (jap. 未来ロボダルタニアス Mirai Robo Darutaniasu) – 1979 (Współprodukcja z: Toei)

#### lata 80.
- Space Runaway Ideon (jap. 伝説巨神イデオン Densetsu Kyojin Ideon) – 1980
- Muteki Robo Trider G7 (jap. 無敵ロボトライダーG7 Muteki Robo Toraidā G7) – 1980
- Saikyō Robo: Daioja (jap. 最強ロボ ダイオージャ Saikyō Robo Daiōji) – 1981
- Himitsu no Deka-chan (jap. 秘密のデカちゃん) (Title Anime) – 1981
- Taiyō no Kiba Dougram (jap. 太陽の牙ダグラム Taiyō no Kiba Daguramu) – 1981
- Combat Mecha Xabungle (jap. 戦闘メカ ザブングル Sentō Meka Zabunguru) – 1982
- Aura Battler Dunbine (jap. 聖戦士ダンバイン Seisenshi Danbain) – 1983
- Armored Trooper Votoms (jap. 装甲騎兵ボトムズ Sōkō Kihei Botomuzu) – 1983
- Ginga Hyōryū Vifam (jap. 銀河漂流バイファム Ginga Hyouryū Baifamu) – 1983
- Heavy Metal L-Gaim (jap. 重戦機エルガイム Jūsenki Erugaimu) – 1984
- Giant Gorg (jap. 巨神ゴーグ Kyojin Gōgu) – 1984
- Kikōkai Galient (jap. 機甲界ガリアン Kikōkai Garian) – 1984
- Choriki Robo: Galatt (jap. 超力ロボ ガラット Choriki Robo Garatto) – 1984
- Blue Comet SPT Layzner (jap. 蒼き流星SPTレイズナー Aoki Ryūsei SPT Reizunā) – 1985
- Dirty Pair (jap. ダーティペア Dāti Pea) – 1985
- City Hunter (jap. シティーハンター Shitī Hantā) – 1987
- Metal Armor Dragonar (jap. 機甲戦記ドラグナー Kikō Senki Doragunā) – 1987
- Mister Ajikko (jap. ミスター味っ子 Misutā Ajikko) – 1987
- Yoroiden Samurai Troopers (jap. 鎧伝サムライトルーパー Yoroiden Samuraitorūpā) – 1988
- Jūshin Liger (jap. 獣神ライガー Jūshin Raigā) – 1989
- Mado King Granzort (jap. 魔動王グランゾート Madō Ou Guranzōto) – 1989
- Kidō Keisatsu Patlabor (jap. 機動警察パトレイバー Kidō Keisatsu Patoreibā) – 1989

#### lata 90.
- Obatarian (jap. オバタリアン Obatarian) – 1990
- Shinseiki GPX Cyber Formula (jap. 新世紀ＧＰＸサイバーフォーミュラ Shinseiki GPX Saibāfōmyura) – 1991
- Kikō Keisatsu Metal Jack (jap. 機甲警察メタルジャック Kikō Keisatsu Metaru Jakku) – 1991
- Mama wa Shougaku 4 Nensei (jap. ママは小学4年生) – 1992
- Shippū! Iron Leaguer (jap. 疾風!アイアンリーガー Shippū! Aian Rīgā) – 1993
- Shinizokonai Kakarichō (jap. 死にぞこない係長) – 1994
- Haou Taikei Ryū Knight (jap. 覇王大系リューナイト Haou Taikei Ryūnaito) – 1994
- Yamiyo no Jidaigeki (jap. 闇夜の時代劇) – 1995
- Jūsenshi Gulkeeva (jap. 獣戦士ガルキーバ Jusenshi Garukība) – 1995
- Chinmoku no Kantai (jap. 沈黙の艦隊) – 1996
- The Vision of Escaflowne (jap. 天空のエスカフローネ Tenkū no Esukafurōne) – 1996
- Ganbarist! Shun (jap. ガンバリスト！駿 Ganbarisuto! Shun) – 1996
- Reideen the Superior (jap. 超者ライディーン Chōja Raidīn) – 1996
- Outlaw Star (jap. 星方武侠アウトロースター Seihō Bukyō Autorō Sutā) – 1998
- Brain Powerd (jap. ブレンパワード Burenpawādo) – 1998
- Cowboy Bebop (jap. カウボーイビバップ Kaubōi Bibappu) – 1998
- Sentimental Journey  (jap. センチメンタルジャーニー Senchimentaru Jānī) – 1998
- DT Eightron (jap. DTエイトロン DT Eitoron) – 1998
- Ginga Hyouryū Vifam 13 (jap. 銀河漂流バイファム13 Ginga Hyōryū Baifamu 13) – 1998
- Gasaraki (jap. ガサラキ　GASARAKI) – 1998
- Seikai no Monshō (jap. 星界の紋章) – 1999
- Betterman (jap. ベターマン Betāman) – 1999
- Infinite RYVIUS (jap. 無限のリヴァイアス Mugen no Rivaiasu) – 1999
- Seraphim Call (jap. セラフィムコール Serafimu Kōru) – 1999
- Seihō Tenshi Angel Links (jap. 星方天使エンジェルリンクス Seihō Tenshi Enjeru Rinkusu) – 1999
- Aesop's World (jap. イソップワールド Isoppu Wārudo) – 1999
- The Big O (jap. THE ビッグオー THE Biggu Ō) – 1999/2003

#### 2000–2009
- BRIGADOON Marin to Melan (jap. BRIGADOON まりんとメラン BRIGADOON Marin to Meran) – 2000
- Seikai no Monshō: Tanjyō (jap. 星界の断章 誕生) – 2000
- InuYasha (jap. 犬夜叉) – 2000
- GEAR Fighter Dendoh (jap. GEAR戦士電童 GEAR Senshi Dendō) – 2000
- Nyani Ga Nyandā: Nyandā Kamen (jap. ニャニがニャンだー ニャンダーかめん) – 2000
- Argento Soma (jap. アルジェントソーマ Arujento Sōma) – 2000
- Gekitō! Crush Gear TURBO (jap. 激闘!クラッシュギアTURBO Gekitō! Kurasshu Gia TURBO) – 2001
- Z.O.E Dolores, i – 2001
- s-CRY-ed (jap. スクライド Sukuraido)  – 2001
- Seikai no Senki II (jap. 星界の戦旗II Seikai no Senki II) – 2001
- Overman King Gainer (jap. OVERMANキングゲイナー OVERMAN Kingugeinā) – 2002
- Witch Hunter ROBIN (jap. ウイッチハンターロビン) – 2002
- Shutsugeki! Machine Robo Rescue (jap. 出撃!マシンロボレスキュー Shutsugeki! Mashinroboresukyū) – 2003
- Planetes (jap. プラネテス Puranetesu)  – 2003
- Crush Gear Nitro (jap. クラッシュギアNitro Kurasshu Gia Nitro) – 2003
- Mugensenki Portoriss (jap. 無限戦記ポトリス Mugensenki Potorisu) – 2003
- Keroro gunsō (jap. ケロロ軍曹) – 2004
- Mai-HiME (jap. 舞-HiME Mai-HiME) – 2004
- Yakitate!! Japan (jap. 焼きたて!!ジャぱん) – 2004
- Onmyou Taisenki (jap. 陰陽大戦記) – 2004
- Majime ni Fumajime Kaiketsu Zorori (jap. まじめにふまじめ かいけつゾロリ) – 2005
- Yūsha-Oh GaoGaiGar FINAL GRAND GLORIOUS GATHERING (jap. 勇者王ガオガイガーFINAL GRAND GLORIOUS GATHERING Yūsha Ou Gaogaigā FINAL GRAND GLORIOUS GATHERING) – 2005
- Hotori ~Tada Saiwai wo Koinegau.~ (jap. ほとり～たださいわいを希う。～) – 2005
- CLUSTER EDGE (jap. クラスターエッジ Kurasutā Ejji) – 2005
- Mai-Otome (jap. 舞-乙HiME) – 2005
- Gintama (jap. 銀魂) – 2006
- Zegapain (jap. ZEGAPAIN -ゼーガペイン-) – 2006
- Code Geass: Lelouch of the Rebellion (jap. コードギアス 反逆のルルーシュ Kōdo Giasu Hangyaku no Rurūshu) – 2006
- Kekkaishi (jap. 結界師) – 2006
- Bakumatsu Kikansetsu Irohanihoheto (jap. 幕末機関説いろはにほへと) – 2006
- Kodai Ouja Kyōryū King DKidz Adventure (jap. 古代王者恐竜キング Dキッズ・アドベンチャー Kodai Ouja Kyōryū Kingu D Kizzu Adobenchā) – 2007
- Idolmaster: Xenoglossia (jap. アイドルマスターXENOGLOSSIA(ゼノグラシア) Aidorumasutā XENOGLOSSIA)  – 2007
- Kodai Ouja Kyōryū King DKidz Adventure: Tsubasa-ryū Densetsu (jap. 古代王者恐竜キング Dキッズ・アドベンチャー 翼竜伝説 Kodai Ōja Kyōryū Kingu D Kizzu Adobenchā Tsubasa-ryū Densetsu) – 2008
- Code Geass: Lelouch of the Rebellion R2 (jap. コードギアス 反逆のルルーシュR2 Kōdo Giasu Hangyaku no Rurūshu Aru Tsu) – 2008
- Tales of the Abyss (jap. テイルズオブジアビス Teiruzu Obu Ji Abisu) – 2008
- Kidō Senshi Gundam 00 Second Season (2008–2009)
- Sora o kakeru shōjo (jap. 宇宙をかける少女) (2009)
- Kurokami (jap. 黒神) (2009)
- Battle Spirits: Shōnen gekiha dan (jap. バトルスピリッツ 少年激覇ダン) (2009–2010)
- InuYasha: Kanketsu-hen (jap. 犬夜叉 完結編) (2009–2010)

#### 2010–
- SD Gundam Sangokuden BraveBattleWarriors (jap. SDガンダム三国伝 BraveBattleWarriors) (2010–2011)
- Battle Spirits Brave (jap. バトルスピリッツ ブレイヴ) (2010–2011)
- Tiger & Bunny (jap. タイガー＆バニー) (2011)
- Gintama' (jap. 銀魂') (2011–2012)
- Sacred Seven (jap. セイクリッドセブン) (2011)
- Battle Spirits: Heroes (jap. バトルスピリッツ 覇王) (2011–2012)
- Kyōkaisen-jō no Horizon (jap. 境界線上のホライゾン) (2011)
- Kidō Senshi Gundam AGE (jap. 機動戦士ガンダムAGE) (2011–2012)
- Phi Brain: Kami no Puzzle (jap. ファイ・ブレイン 神のパズル) (2011–2014)
- Danshi kōkōsei no nichijō (jap. 男子高校生の日常) (2012)
- Natsuiro kiseki (jap. 夏色キセキ) (2012)
- Accel World (jap. アクセル・ワールド) (2012)
- Binbō-gami ga! (jap. 貧乏神が!) (2012)
- Kyōkaisen-jō no Horizon II (jap. 境界線上のホライゾン II) (2012)
- Battle Spirits: Sword Eyes (jap. バトルスピリッツ ソードアイズ) (2012–2013))
- Gintama' Enchō-sen (jap. 銀魂' 延長戦) (2012–2013)
- Aikatsu! (jap. アイカツ!) (2012–2016)
- Love Live! (jap. ラブライブ!) (2013)
- Kakumeiki Valvrave (jap. 革命機ヴァルヴレイヴ) (2013)
- Battle Spirits: Saikyō Ginga Ultimate Zero (jap. 最強銀河究極ゼロ ～バトルスピリッツ～) (2013–2014)
- Gundam Build Fighters (jap. ガンダムビルドファイターズ) (2013–2014)
- Buddy Complex (jap. バディ・コンプレックス) (2014)
- KERORO (jap. ケロロ 〜KERORO〜) (2014)
- Love Live! 2nd Season (jap. ラブライブ! 2ndシーズン) (2014)
- Kidō Senshi Gundam-san (jap. 機動戦士ガンダムさん) (2014)
- Tribe Cool Crew (jap. トライブクルクル) (2014–2015)
- Gundam: G no Reconguista (jap. ガンダム Gのレコンギスタ) (2014–2015)
- Gundam Build Fighters Try (jap. ガンダムビルドファイターズトライ) (2014–2015)
- Cross Ange: Tenshi to ryū no rondo (jap. クロスアンジュ 天使と竜の輪舞) (2014–2015)
- Mobile Suit Gundam: Iron-Blooded Orphans (jap. 機動戦士ガンダム 鉄血のオルフェンズ) (2015–2016)
- Mobile Suit Gundam Thunderbolt (jap. 機動戦士ガンダム サンダーボルト) (2015–2016)
- Mobile Suit Gundam Unicorn RE:0096 (jap. 機動戦士ガンダムUC RE:0096) (2016)
- Love Live! Sunshine!! (jap. ラブライブ! サンシャイン!!) (2016)
- Mobile Suit Gundam: Iron-Blooded Orphans: 2nd Season (jap. 機動戦士ガンダム 鉄血のオルフェンズ 2ndシーズン) (2016–2017)
- Classicaloid (jap. クラシカロイド) (2016–2017)
- Love Live! Sunshine!! 2nd Season (jap. ラブライブ! サンシャイン!! 2ndシーズン) (2017)
- Gundam Build Divers (jap. ガンダムビルドダイバーズ) (2018)
- Double Decker! Doug & Kirill (jap. DOUBLE DECKER! ダグ＆キリル) (2018)
- Mobile Suit Gundam: The Origin – Advent of the Red Comet (2019)
- SD Gundam World Sangoku Soketsuden (jap. SDガンダムワールド 三国創傑伝) (2019–)
- Gundam Build Divers Re:Rise (jap. ガンダムビルドダイバーズRe:RISE) (2019–2020)

### Filmy pełnometrażowe

#### lata 80.
- Mobile Suit Gundam (jap. 機動戦士ガンダム Kidō Senshi Gandamu) 1981
- Mobile Suit Gundam II: Soldiers of Sorrow (jap. 機動戦士ガンダムII 哀・戦士編 Kidō Senshi Gandamu II Ai Senshi-hen) 1981
- Mobile Suit Gundam III: Encounters in Space (jap. 機動戦士ガンダムIII めぐりあい宇宙編 Kidō Senshi Gandamu III Meguriai Uchū-hen) 1982
- The Ideon: A Contact (jap. 伝説巨神イデオン 接触篇 Densetsu Kyojin Ideon: Sesshoku-hen) 1982
- The Ideon: Be Invoked (jap. 伝説巨神イデオン 発動篇 Densetsu Kyojin Ideon: Hatsudō-hen) 1982
- Crusher Joe (jap. クラッシャージョウ Kurasshā Jō) 1983
- Xabungle Graffiti (jap. ザブングルグラフィティ Zabunguru Gurafiti) 1983
- Document Taiyō no Kiba Dougram (jap. ドキュメント太陽の牙ダグラム Dokyumento Taiyō no Kiba Daguramu) 1983
- Arion (jap. アリオン) 1986
- Bats & Terry (jap. バツ&テリー Batsu & Terī) 1987
- Dirty Pair (jap. ダーティペア Dāti Pea) 1987
- Mobile Suit Gundam: Char's Counterattack (jap. 機動戦士ガンダム 逆襲のシャア Kidō Senshi Gandamu: Gyakushū no Shā) 1988
- Five Star Stories (jap. ファイブスター物語 Faibusutā Monogatari) 1989
- Gunhed (jap. ガンヘッド Ganheddo) 1989

#### lata 90.
- City Hunter: Baycity Wars (jap. シティーハンター ベイシティウォーズ Shitī Hantā: Beishitiuarzu) 1990
- City Hunter: Hyakuman Doru no Inbō (jap. シティーハンター 百万ドルの陰謀 Shitī Hantā: Hyakuman Doru no Inbō) 1990
- Mobile Suit Gundam F91 (jap. 機動戦士ガンダムF91 Kidō Senshi Gandamu ehu kyūzyūiti) 1991
- Mobile Suit Gundam 0083 Zeon no Zankō (jap. 機動戦士ガンダム0083 ジオンの残光 Kidō Senshi Gandamu 0083: Jion no Zankō) 1992
- Mobile Suit Gundam: The 08th MS Team: Millers Report (jap. 機動戦士ガンダム第08MS小隊 ミラーズ・リポー Kidō Senshi Gandamu 08 MS Shōtai: Mirāzu Ripūto) 1998
- New Mobile Report Gundam W: Endless Waltz -Tokubetsu-hen- (jap. 新機動戦記ガンダムW Endless Waltz －特別篇－ Shin Kidō Senki Gandamu W: Endless Waltz -Tokubetsu-hen-) 1998

#### 2000
- Escaflowne 2000
- Kowboj Bebop (jap. カウボーイビバップ 天国の扉 Kaubōi Bibappu: Tengoku no Tobira) 2001
- Inuyasha: Jidai o koeru omoi (jap. 犬夜叉 時代を越える想い) 2001
- Turn A Gundam I: Chikyū-kō (jap. ∀ガンダムI 地球光 ∀ Gandamu I: Chikyū-kō) 2002
- Turn A Gundam II: Gekkō-chō (jap. ∀ガンダムII 月光蝶 ∀ Gandamu II: gekkō chō) 2002
- Gekitō! Crush Gear TURBO – Kaizerburn no Chōsen (jap. 激闘!クラッシュギアTURBO カイザバーンの挑戦 Gekitō! Kurasshu Gia TURBO: Kaizabān no Chōsen) 2002
- Inuyasha: Kagami no naka no mugenjō (jap. 犬夜叉 鏡の中の夢幻城) 2002
- Inuyasha: Tenka hadō no ken (jap. 犬夜叉 天下覇道の剣) 2003
- Steamboy (jap. スチームボーイ Suchīmubōi) 2004
- Inuyasha: Guren no hōraijima (jap. 犬夜叉 紅蓮の蓬莱島) 2004
- Mobile Suit Z Gundam: Hoshi o tsugumono (jap. 機動戦士Zガンダム 星を継ぐ者 Kidō Senshi Z Gandamu: Hoshi o tsugumono) 2005
- Mobile Suit Z Gundam II: Koibito-tachi (jap. 機動戦士ZガンダムII 恋人たち Kidō Senshi Z Gandamu II: Koibito-tachi)  2005
- Mobile Suit Z Gundam III: Hoshi no kodō wa ai (jap. 機動戦士ZガンダムIII 星の鼓動は愛 Kidō Senshi Z Gandamu III: Hoshi no Kodō wa ai) 2006
- Chō Gekijōban Keroro Gunsō (jap. 超劇場版ケロロ軍曹) 2006
- Majime ni Fumajime Kaiketsu Zorori Nazo no Otakara Daisakusen (jap. まじめにふまじめ かいけつゾロリ なぞのお宝大さくせん) 2006
- Chō Gekijōban Keroro Gunsō 2 Shinkai no Purinsesu de Arimasu! / Chibi Kero Kerobōru no Himitsu!? (jap. 超劇場版ケロロ軍曹2 深海のプリンセスであります!/ちびケロ ケロボールの秘密!?) 2007
- Shin SOS Dai Tokyo Tankentai (jap. 新SOS大東京探検隊) 2007
- Chō Gekijōban Keroro Gunsō 3: Keroro tai keroro tenkū dai kessen de arimasu! (jap. 超劇場版ケロロ軍曹3 ケロロ対ケロロ天空大決戦であります!) (2008)
- Keroro Gunsō Movie 4 (2009)

Źródła

### OVA

#### lata 80.
- Ginga Hyōryū Vifam: Kieta 12-nin (jap. 銀河漂流バイファム 消えた12人 Ginga Hyōryū Baifamu Kieta 12-nin) 1985
- Sōkō Kihei Votoms: The Last Red Shouldier (jap. 装甲騎兵ボトムズ ザ・ラスト・レッドショルダー Sōkō Kihei Botomuzu Za Rasuto Reddoshorudā) 1985
- WWWA Dirty Pair no Dai Shōbu: Norlandia no Nazo (jap. WWWA ダーティペアの大勝負 ノーランディアの謎 WWWA Dātipea no Dai Shōbu Nōrandia no Nazo) 1985
- Kikō Kai Galient PartIII: Tetsu no Monshō (jap. 機甲界ガリアン PartIII 鉄の紋章 Kikō Kai Garian PartIII Tetsu no Monshō) 1986
- Aoki Ryūsei SPT Layzner: ACT-III Kokuin 2000 (jap. 蒼き流星SPTレイズナー ACT-III 刻印2000 Aoki Ryūsei SPT Reizunā: ACT-III Kokuin 2000) 1987
- Jūsenki L-Gaim III: Full Metal Soldier (jap. 重戦機エルガイムIII フルメタルソルジャー Jūsenki Erugaimu: Furumetarusorujā) 1987
- DEAD HEAT 1987
- New Story of Aura Battler DUNBINE 1988
- Starship Troopers (jap. 宇宙の戦士 Uchū no Senshi) 1988
- Kikō Ryōhei Mellowlink (jap. 機甲猟兵メロウリンク Kikō Ryōhei Merōrinku) 1988–1989
- Mobile Suit SD Gundam series (jap. 機動戦士SDガンダム Kidō Senshi SD Gandamu) 1989–1991
- Mobile Suit SD Gundam: Sengokuden (jap. 機動戦士SDガンダム SD戦国伝 Kidō Senshi SD Gandamu Sengokuden) 1989
- Mobile Suit Gundam 0080: War in the Pocket (jap. 機動戦士ガンダム0080 ポケットの中の戦争 Kidō Senshi Gandamu 0080 Poketto no Naka no Sensō) 1989
- CRUSHER JOE (jap. クラッシャージョウ Kurasshā Jō) 1989
- Yoroiden Samurai Troopers (jap. 鎧伝サムライトルーパー Yoroiden Samuraitorūpā) 1989–1991

#### lata 90.
- Mado King Granzort (jap. 魔動王グランゾート Madō Oh Guranzōto) 1990–1992
- Kidō Keisatsu Patlabor (jap. 機動警察パトレイバー Kidō Keisatsu Patoreibā) 1990–1992 Bandai, Tohokushinsha
- Mobile Suit Gundam 0083 STARDUST MEMORY (jap. 機動戦士ガンダム0083 STARDUST MEMORY Kidō Senshi Gandamu 0083 STARDUST MEMORY) 1991–1992
- Zettai Muteki Raijin-Oh (jap. 絶対無敵ライジンオー Zettai Muteki Raijinō) 1992–1993
- Shinseiki GPX Cyber Formula (jap. 新世紀GPXサイバーフォーミュラ Shinseiki GPX Saibāfōmyura) 1992–2000
- Mashin Eiyūden Wataru Owarinakitoki no Monogatari (jap. 魔神英雄伝ワタル 終わりなき時の物語) 1993–1994
- Sōkō Kihei Votoms Kakuyaku Taru Itan (jap. 装甲騎兵ボトムズ 赫奕たる異端 Sōkō Kihei Botomuzu Kakuyaku Taru Itan) 1994
- Dirty Pair FLASH (jap. ダーティペアFLASH Dāti Pea FLASH) 1994–1996
- Shippū! Iron Leaguer Senkō (Silver) no Hata no Shita de (jap. 疾風!アイアンリーガー 閃光（シルバー）の旗の下で Shippū! Aianrīgā Senkō (Shirubā) no Hata no Shita de) 1994–1995
- Haou Taikei Ryū Knight: Adieu Legend (jap. 覇王大系リューナイト アデュー･レジェンド Haou Taikei Ryū Knight Adeyū Rejendo) 1994–1996
- Mobile Suit Gundam: The 08th MS Team (jap. 機動戦士ガンダム第08MS小隊 Kidō Senshi Gandamu Dai 08MS Shōtai) 1996–1999
- New Mobile Report Gundam Wing: Endless Waltz (jap. 新機動戦記ガンダムW Endless Waltz Kidō Senki Gandamu W Endless Waltz) 1997
- Chinmoku no Kantai (jap. 沈黙の艦隊) 1997
- Yūsha Shirei Dagwon Suishō no Hitomi no Shōnen (jap. 勇者指令ダグオン 水晶の瞳の少年) 1997
- Dinozone (jap. ダイノゾーン Dainozōn) 1998
- Shishunki Bishōjo Gattai Robo Z-MIND (jap. 思春期美少女合体ロボ ジーマイン Shishunki Bishōjo Gattai Robo Jīmain) 1999

#### 2000
- Yūsha-Oh GaoGaiGar FINAL (jap. 勇者王ガオガイガーFINAL Yūsha Ou Gaogaigā FINAL) 2000–2003
- Z.O.E 2167 IDOLO 2001
- Seikai no Senki III (jap. 星界の戦旗III) 2005
- Wings of Rean (jap. リーンの翼 Rīn no Tsubasa) 2006
- Mobile Suit Gundam MS IGLOO (jap. 機動戦士ガンダム MS IGLOO Kidō Senshi Gandamu MS IGLOO) 2006
- Mobile Suit Gundam Seed C.E. 73: Stargazer (jap. 機動戦士ガンダムSeed C.E.73 -STARGAZER- Kidō Senshi Gandamu Seed C.E.73 -STARGAZER-) 2006
- My-Otome Zwei (jap. 舞-乙HiME Zwei) 2006
- FREEDOM PROJECT 2006-
- Armored Troopers Votoms: Pailsen Files (jap. 装甲騎兵ボトムズ ペールゼン・ファイルズ Sōkō Kihei Botomuzu: Pēruzen Fairuzu) 2007
- My-Otome 0~S.ifr~ (jap. 舞-乙HiME 0～S.ifr～) 2008
- Mobile Suit Gundam MS IGLOO 2 (jap. 機動戦士ガンダム MS IGLOO2 重力戦線) 2008

## Reżyserzy
| - Yasunao Aoki - Tetsurō Amino - Mitsuo Fukuda - Yōichi Fujita - Masakazu Hishida - Shūji Iuchi - Tatsuya Igarashi - Masashi Ikeda - Shōji Ikeno - Yasuhiro Imagawa - Takashi Imanishi - Kuniharu Iwai - Norio Kashima - Mitsuko Kase - Kazuyoshi Katayama | - Toshifumi Kawase - Takeyuki Kanda (zmarły) - Tōru Kitahata - Hiroaki Kudō - Hotaka Kuramoto - Shunsuke Machiya - Azumi Matsumura - Seiji Mizushima - Masato Miyoshi - Keitarō Motonaga - Kunihiro Mori - Tadao Nagahama (zmarły) - Akihiko Nishiyama - Hirofumi Ogura - Masakazu Obara | - Shigeki Takagi (zmarły) - Ryōsuke Takahashi - Shinji Takamatsu - Isao Takiyama - Toshifumi Takizawa - Masaki Takuno - Gorō Taniguchi - Satoshi Toba - Yoshiyuki Tomino - Masayoshi Yatabe - Akira Yoshimura - Yoshitomo Yonetani - Shin’ichirō Watanabe - Tetsuya Watanabe |